# Dave Thompson
Dave Thompson (né le 4 janvier 1960) est un écrivain anglais qui est l'auteur de plus de 100 livres, traitant en grande partie de rock et de musique pop mais couvrant aussi le cinéma, le sport, la philatélie, la numismatique et l'érotisme. 